# Steven Van Zandt
Steven Van Zandt (Boston, Massachusetts, 22. studenog 1950.) američki je glazbenik, tekstopisac, aranžer, glazbeni producent, glumac i radijski DJ, poznat i po umjetničkim imenima Little Steven ili Miami Steve. Najpoznatiji je kao član E Street Banda Brucea Springsteena, u kojem svira gitaru i mandolinu, te kao glumac u televizijskoj seriji Obitelj Soprano, u kojoj je portretirao Silvia Dantea.

## Vanjske poveznice
- Službena stranica
- Steven Van Zandt u internetskoj bazi filmova IMDb-u (engl.)